# مهد آزادی
روزنامهٔ سراسری و بین‌المللی مهد آزادی یکی از قدیمی‌ترین روزنامه‌های ایران و اولین و بزرگ‌ترین روزنامهٔ خصوصی کشور است که در روز ۲ مرداد ۱۳۲۹ خورشیدی توسط «سید اسماعیل پیمان» در شهر تبریز —مرکز استان آذربایجان— تأسیس شده‌است. جشن شصت سالگی این روزنامه در مردادماه سال ۱۳۸۹ خورشیدی برگزار شد که در این مراسم، مقامات ارشد استان آذربایجان شرقی و نیز مسئولان رسانه‌های مختلف استان حضور داشتند.
روزنامهٔ مهد آزادی در دههٔ ۱۳۵۰ خورشیدی به دستور مستقیم محمدرضا شاه پهلوی توقیف شده و مدیران ارشد آن برای مدتی زندانی شدند. مسئولان روزنامه در طول مدت توقیف آن، اطلاعیه‌های سید روح‌الله خمینی را به طور مخفیانه در چاپخانه‌شان چاپ می‌کردند. اما مدتی بعد و با پیروزی انقلاب اسلامی ایران، این روزنامه مجدداً اجازهٔ انتشار یافت.
در سال ۱۳۶۸ خورشیدی و با فوت «سید جواد پیمان» (فرزند بزرگ سید اسماعیل پیمان)، برادرش «سید مسعود پیمان» مسئولیت اداره و انتشار روزنامهٔ مهد آزادی را برعهده گرفت. وی همچنین از سال ۱۳۷۷ خورشیدی، مجلهٔ بین‌المللی کورپو —تنها نشریهٔ بین‌المللی به زبان ترکی آذربایجانی رایج در ایران و به خط لاتین— را هم منتشر ساخت؛ این مجله مختص استفادهٔ آذری‌های ایرانی مقیم خارج از کشور است.
دفتر مرکزی روزنامهٔ مهد آزادی در مرکز شهر تبریز، خیابان امام خمینی، روبروی خیابان تربیت، کوچهٔ شهید یوشاری واقع شده‌است. «سید مسعود پیمان» مدیرمسئول و «سیده شهرزاد پیمان» صاحب‌امتیاز و سردبیر این روزنامه‌اند.